# Nordstjernen (Schiff, 1956)
Das Motorschiff Nordstjernen (dt. Nordstern) ist ein denkmalgeschütztes Passagierschiff. Es war bis zu seiner Außerdienststellung im Jahr 2012 das älteste Schiff der norwegischen Reederei Hurtigruten ASA und verkehrte mit Unterbrechungen von 1956 bis Ende März 2012 auf der Hurtigrute an der Küste Norwegens im Liniendienst. Die Nordstjernen ist damit das Schiff mit der bisher längsten Einsatzdauer im Hurtigruten-Dienst.

## Geschichte

### Vorgängerin
Vorgängerin war das 1937 gebaute Dampfschiff Nordstjernen. Dieses Schiff sank in der Nacht zum 22. September 1954 nach einer Kollision mit einem Felsen im Raftsund, dabei kamen vier Passagiere ums Leben. Diese waren über Bord gesprungen und schwammen zum vermeintlich rettenden nahen Ufer. Hier gelang es ihnen aber nicht, die senkrecht aus dem Wasser ragenden Felsen zu erklimmen.

### Bau und Indienststellung
Die Nordstjernen gehört zusammen mit der Ragnvald Jarl und der Finnmarken zu drei Schiffen des Hurtigruten-Neubauprogramms der Nachkriegszeit, die in den Jahren 1954 bis 1956 auf der Werft Blohm & Voss in Hamburg gebaut wurden. Die Nordstjernen trägt die Baunummer 787. Während man die Ragnvald Jarl und die Finnmarken als Schwesterschiffe bezeichnen kann, unterscheidet sich die zuerst gebaute Nordstjernen von diesen vor allem durch die mittschiffs angeordnete Maschine und den dort gelegenen „klassischen“ Schornstein. Der Stapellauf erfolgte am 26. Oktober 1955. Am 24. Februar 1956 wurde das Schiff an die Reederei Det Bergenske Dampskibsselskab (BDS) abgeliefert und ging anschließend auf Jungfernfahrt.

### Einsatz
Die Nordstjernen war seit ihrer Jungfernfahrt auf der Hurtigrute am 1. März 1956 bis zum Jahr 2012 ausschließlich bei Reedereien der Hurtigrute eingesetzt. Von der Reederei BDS wurde sie im Jahr 1979 an die Reederei TFDS übereignet und ging im März 2007 an die Hurtigruten Group. Die Nordstjernen wurde zuletzt ganzjährig im Liniendienst eingesetzt. Zuvor war sie zwischen 1968 und 1982 und ab Mitte der 1990er Jahre in den Sommermonaten regelmäßig auf der Route nach Svalbard im Einsatz, sowie zwischen 1976 und 1979 regelmäßig auf der Route von Bergen nach Lerwick auf den Shetlands.

### Ausmusterung bei Hurtigruten ASA
Im Oktober 2011 gab die Reederei bekannt, dass die Nordstjernen zum Fahrplanwechsel im Frühjahr 2012 durch die wieder in den Liniendienst zurückkehrende Finnmarken (2002) ersetzt werden und außer Dienst gestellt werden soll. Nach ihrer Außerdienststellung wurde sie im Sommer 2012 noch ein letztes Mal für Spitzbergen-Kreuzfahrten eingesetzt, bevor das Schiff zum Verkauf aufgelegt wurde.

### Weitere Verwendung

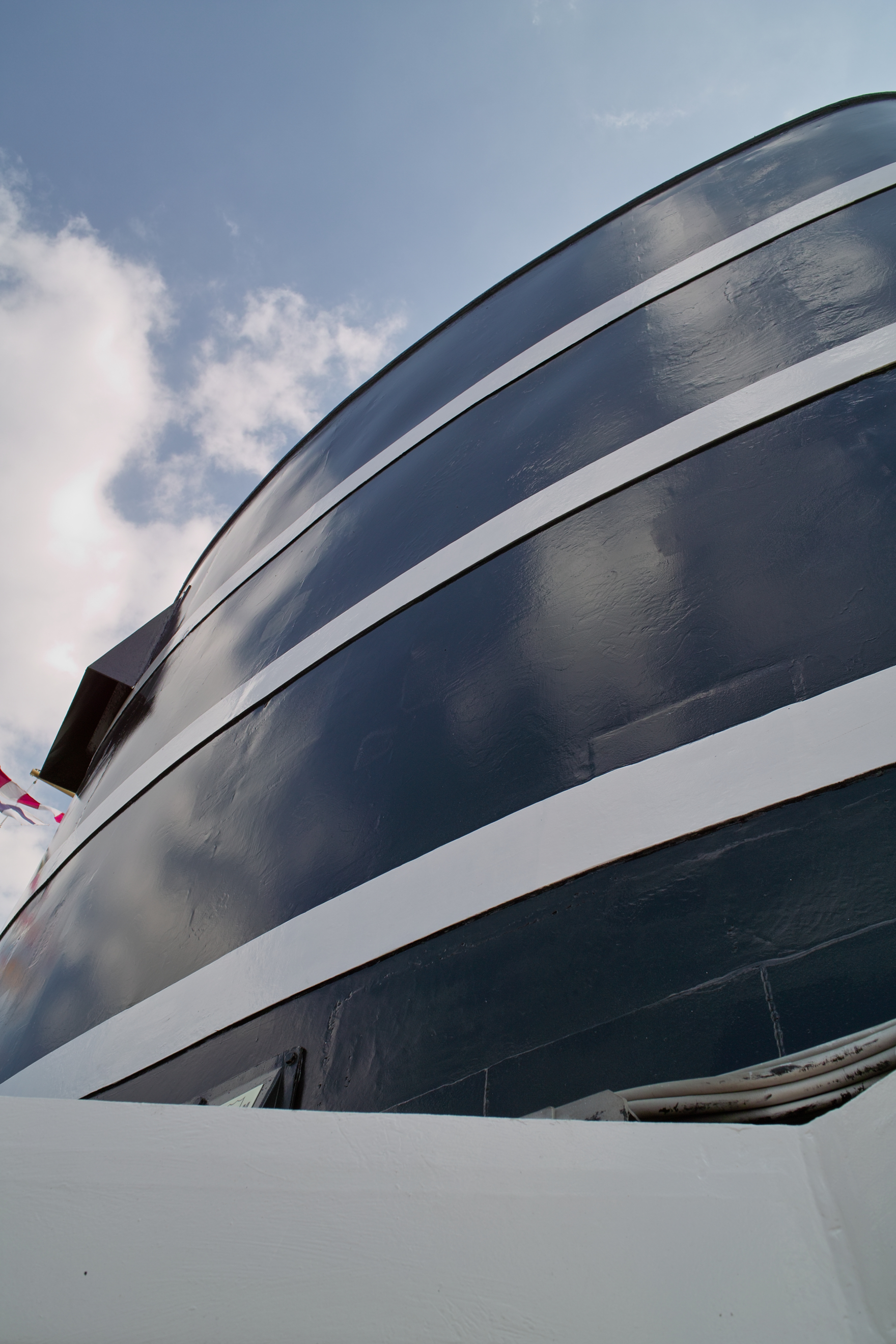
Schornstein der Nordstjernen in BDS-Farben, 2013

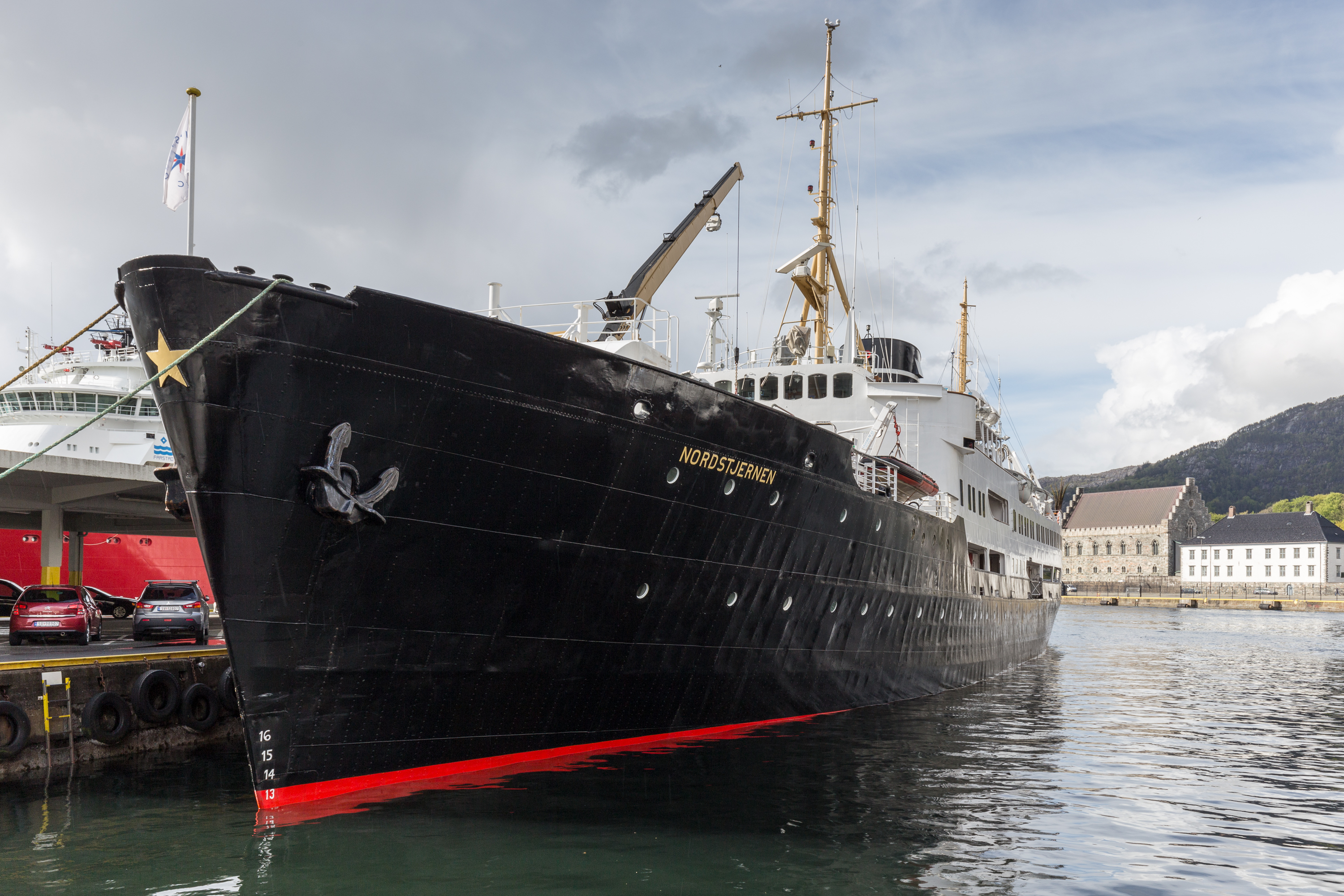
Nordstjernen in Bergen

Im November 2012 wurde das Schiff von der Vestland Rederi erworben. Mit Bergen entspricht sein neuer Heimathafen jenem der ursprünglichen Reederei BDS. Von Ende 2012 bis Ende Juli 2013 lag das Schiff für umfassende Überholungsarbeiten in einer Werft in Danzig. Die norwegische Denkmalschutzbehörde Riksantikvaren, die das Schiff unter Schutz gestellt hat, begleitete die Arbeiten und beteiligte sich mit 2,5 Millionen norwegischen Kronen an den Kosten. Die Nordstjernen, die als Schornsteinmarke nun wieder ihre ursprünglichen BDS-Farben trägt, nahm Anfang August 2013 an der Veranstaltung Fjordsteam in Bergen teil. Seit 2015 wird das Schiff von Vestland Classic für klassische Kreuzfahrten genutzt. Bis 2024 charterte Hurtigruten Svalbard die Nordstjernen jeweils in den Sommermonaten für Expeditionsreisen rund um Spitzbergen von Vestland Classic. Ab 2025 ist das nicht mehr möglich, da die Nordstjernen über offene Rettungsboote verfügt, die aufgrund des Denkmalschutzes nicht ersetzt werden dürfen, aber in der norwegischen Arktis nicht mehr erlaubt sind. Vestland Classic hat jedoch inzwischen auch die Serenissima, die ehemalige Harald Jarl, erworben, die ab 2025 statt der Nordstjernen auf Spitzbergen eingesetzt werden soll.

### Zwischenfall
Am Abend des 11. November 2013 lief die Nordstjernen im Karmsund bei Haugesund auf Grund. Sie lag stabil auf einer Schäre und es drang zunächst kein Wasser ein. Am folgenden Morgen wurde sie erfolgreich freigeschleppt und konnte in Haugesund anlegen. Der Vorfall wurde polizeilich untersucht. Bei einer Inspektion durch das Seefahrtsamt wurde festgestellt, dass mehrere Ballasttanks Löcher aufwiesen. Rumpf und Deck hatten strukturelle Schäden erlitten. Ein geringer Wasserzulauf in einen Laderaum war unter Kontrolle. Ein Vertreter der norwegischen Denkmalschutzbehörde äußerte, dass sich die Behörde an den Reparaturarbeiten beteiligen werde. Man sei froh darüber, dass bei dem Vorfall keine Menschen zu Schaden kamen und der Sachschaden nicht größer war. Alles sei reparierbar. Die Reparaturen erfolgten bei der Westcon-Werft in Ølensvåg und wurden Ende Januar 2014 abgeschlossen.

## Maschinenanlage und Antrieb
Die Nordstjernen war ursprünglich mit einem Dieselmotor von Burmeister & Wain ausgestattet, der eine Leistung von etwa 3.000 PS entwickelte und einen Vierblatt-Propeller antrieb.
Im Winter 1982/83 wurde das Schiff auf der Werft Mjellem & Karlsen in Bergen modernisiert und mit einem 8-Zylinder-Dieselmotor des Typs MaK 8M453AK ausgerüstet, der über ein Reduktionsgetriebe auf einen Verstellpropeller wirkt. Von den drei Hauptgeneratoren des Schiffes wurden mittlerweile zwei durch Neubauten ersetzt.

## Ausstattung

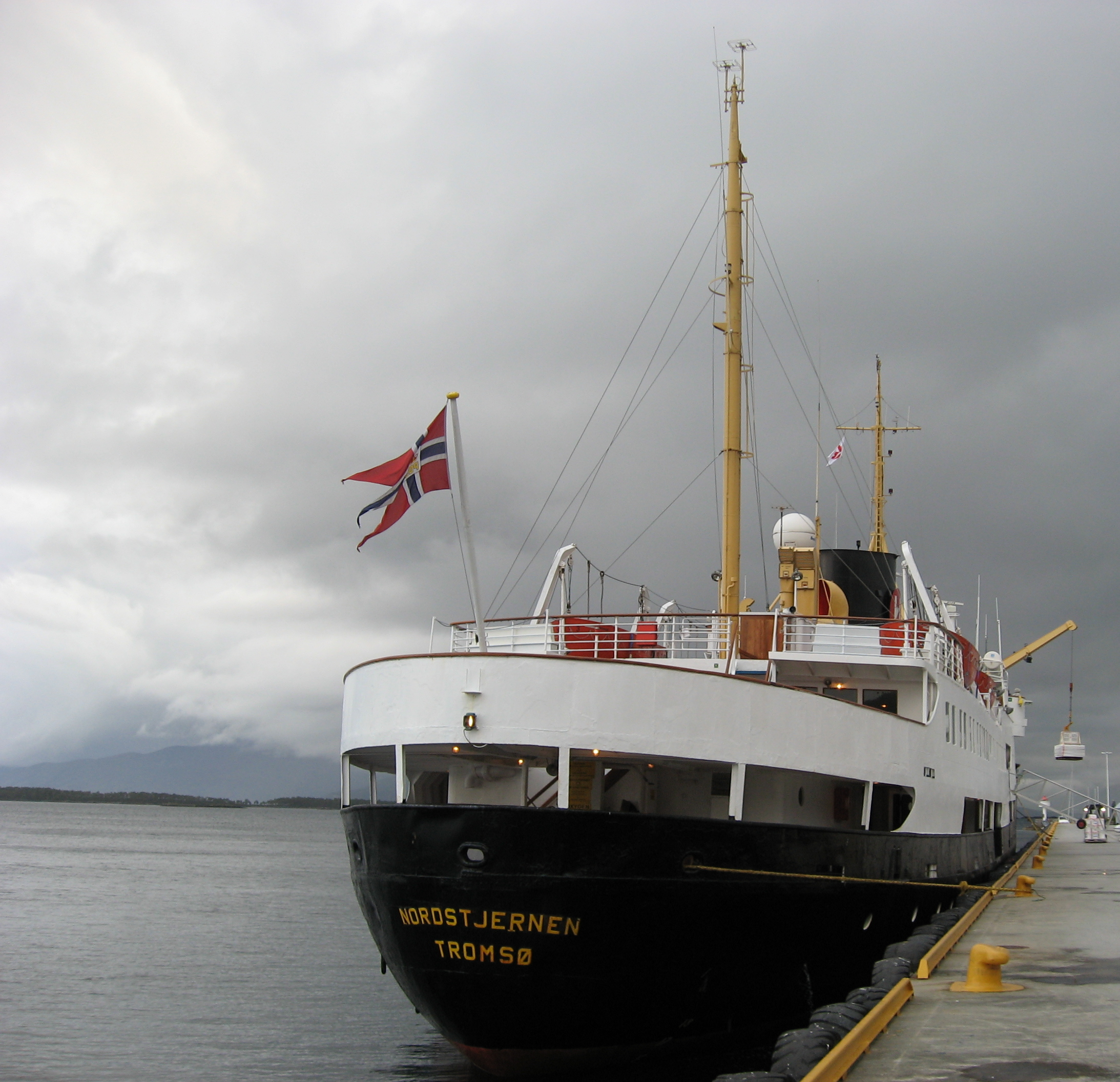
Heckansicht

Das Schiff ist mit 2.194 BRZ vermessen und war zuletzt bei normaler Küstenfahrt für 410 Passagiere zugelassen, bei direkter Küstenfahrt, also auf der Hurtigrute, waren 600 Passagiere erlaubt. Zunächst war die Nordstjernen, wie alle anderen Hurtigrutenschiffe dieser Zeit, als Zweiklassen-Schiff konzipiert und ausgelegt. Sie verfügte über 62 Betten in der 1. Klasse und 130 Betten in Kabinen der 2. Klasse. Nach dem im Jahr 1983 erfolgten Umbau zum Einklassen-Schiff verfügte sie nur noch über 170 Betten. Seit einem weiteren Umbau im Jahr 2006 verfügt sie über 62 Kabinen mit insgesamt 168 Betten. Bei dem Umbau zum Einklassenschiff wurden darüber hinaus die öffentlichen Bereiche des Schiffes den neuen Erfordernissen angepasst; so wurden die Speisesäle zusammengelegt und Salons neu möbliert. Auch wurde das Postkontor an Bord aufgelöst.
Die Ausstattung und Einrichtung des Schiffes ist bis heute weitgehend im traditionellen Stil erhalten geblieben. Als Ladegeschirr dienen zwei Krane mit einer Tragfähigkeit von je einer Tonne sowie ein Kran mit einer Tragfähigkeit von zwei Tonnen. Im Gegensatz zu den modernen Schiffen auf der Hurtigrute konnte die Nordstjernen zuletzt keine Fahrzeuge mehr transportieren. Bis Mitte der 1990er Jahre erfolgte die Verladung von bis zu drei Pkw mittels der Bordkrane.